# XVIII Premis Turia
Els XVIII Premis Turia foren concedits el 4 de juliol de 2009 per la revista valenciana Cartelera Turia amb la intenció de guardonar les persones i col·lectius que haguessen destacat l'any anterior en qualsevol de les categories i seccions que cobria la revista: cinema (pel·lícula espanyola i estrangera, actor i actriu), teatre, arts plàstiques, literatura, gastronomia, mitjans de comunicació, esports, música, literatura i actriu porno. La llista de guanyadors era escollida per l'equip de redactors i col·laboradors de la revista.
L'entrega es va dur a terme al Teatre Tívoli de Burjassot (la Casa de la Cultura era en obres) i fou presentada novament per Tonino i Juanjo de la Iglesia. Se li va fer un homenatge a l'escriptor José Luis Sampedro.
El premi consisteix en una estàtua que imitava la que sortia a la mítica pel·lícula El falcó maltès (1950) de John Huston.

## Guardons
Els guanyadors de l'edició foren:
| Categoria                                 | Premiat | Labor premiada                     |
| ----------------------------------------- | --- | ---------------------------------- |
| Millor pel·lícula espanyola               | Los girasoles ciegos | José Luis Cuerda                   |
| Millor pel·lícula estrangera              | 4 luni, 3 săptămâni şi 2 zile | Cristian Mungiu                    |
| Millor opera prima                        | Los cronocrímenes | Nacho Vigalondo                    |
| Premi Especial Turia                      | Camino | Javier Fesser                      |
| Premi Especial Turia                      | Retorno a Hansala | Chus Gutiérrez                     |
| Premi millor curtmetratge valencià        | Palabras y puños | Manel Gimeno Arandiga i Rafa Higón |
| Premi millor documental                   | Flores de luna | Juan Vicente Córdoba               |
| Premi millor telefim valencià             | Vida de família | Llorenç Soler                      |
| Millor actor                              | Unax Ugalde | La buena nueva                     |
| Millor actriu                             | Carme Elias | Camino                             |
| Millor actriu revelació                   | Esperanza Pedreño | Una palabra tuya                   |
| Millor contribució literària              | Manuel Vicent | León de ojos verdes                |
| Millor contribució teatral                | Antonio Díaz Zamora per Tres sombreros de copa                                                                                        | Teatres de la Generalitat          |
| Millor contribució gastronòmica           | Óscar, Raquel i Carmen Torrijos i Josep Quintana (Restaurante Torrijos, Espacio Torrijos, Taberna La Torrija, Restaurant The Wenstin) | -                                  |
| Millor contribució cultura del vi         | Vinos de la Viña (la Font de la Figuera)                                                                                              | -                                  |
| Millor contribució mitjans de comunicació | El Temps | 25 Anys                            |
| Millor contribució cultural del còmic     | Paco Roca | Arrugues                           |
| Millor contribució esportiva              | Víctor Luengo | -                                  |
| Millor contribució cívica                 | Plataforma per l'Ensenyament Públic                                                                                                   |                                    |
| Premi "La Turia te pone verde"            | Col·lectiu València en bici | -                                  |
| Millor programa de televisió              | Polònia | TV3                                |
| Millor actriu porno europea               | Olga Cavaeva |                                    |
| Premi Huevo de Colón                      | Jesús Franco Manera |                                    |
| Homenatge                                 | José Luis Sampedro |                                    |

## Premi per votació dels lectors
| Categoria                    | Pel·lícula                              | Director      |
| ---------------------------- | --------------------------------------- | ------------- |
| Millor pel·lícula espanyola  | Camino                                  | Javier Fesser |
| Millor pel·lícula estrangera | Abans que el diable sàpiga que has mort | Sidney Lumet  |